# Nasim Haradinaj
Nasim Haradinaj (* 21. Mai 1963 in Gllogjan, Gemeinde Deçan, Kosovo) ist ein kosovarischer Politiker und Veteran der UÇK. Er war stellvertretender Vorsitzender der KLA War Veterans’ Association (OVL-UÇK) und ist ein Cousin des ehemaligen Kosovo-Premierministers Ramush Haradinaj.

## Frühes Leben und Hintergrund
Nasim Haradinaj wurde am 21. Mai 1963 in Gllogjan, Gemeinde Deçan, Kosovo geboren. Er studierte Rechtswissenschaften an der Universität Pristina. Im Jahr 1991 wurde er von den jugoslawischen Behörden wegen „staatsfeindlicher Aktivitäten“ verhaftet und kurzzeitig inhaftiert, kurz nachdem auch sein Vater nach 14 Jahren als politischer Gefangener freigelassen worden war. 1992 emigrierte er nach Schweden, wo er die albanische Diaspora bei der Sammlung von finanzieller Unterstützung für den Kriegseinsatz der UCK unterstützte. 1998 kehrte er gemeinsam mit seinem jüngeren Bruder nach Kosovo zurück und trat der UCK bei. Er kämpfte in der Schlacht von Košare und erhielt den Kampfnamen „Kommandant Bardhi“. Nach dem Krieg trat er dem Kosovo-Schutzkorps bei, wurde jedoch Berichten zufolge wegen nonkonformen Verhaltens entlassen. Er ist verheiratet und Vater von fünf Kindern.

## Politische und öffentliche Laufbahn
Wie im Januar 2018 berichtet wurde, war er als kommunaler Direktor für Landwirtschaft in Deçan tätig. Als stellvertretender Vorsitzender der OVL-UÇK vertrat er Veteranen in öffentlichen Debatten und Verhandlungen. Er gab regelmäßig Interviews im kosovarischen Fernsehen, in denen er sich zu den verzögerten Strafverfolgungen im Zusammenhang mit der UCK äußerte.
Am 25. September 2020 wurde Haradinaj in Pristina von EULEX-Beamten auf Ersuchen der Anklagebehörde der Kosovo Specialist Chambers festgenommen. Ihm wurde vorgeworfen, vertrauliche Informationen zu laufenden Verfahren öffentlich gemacht zu haben. In der Anklageschrift wurde behauptet, dass Haradinaj und Gucati zwischen dem 7. und 25. September 2020 Pressekonferenzen abgehalten und Dokumente der Specialist Chambers verbreitet hätten – darunter die Identitäten geschützter Zeugen – und damit gegen Gerichtsregeln verstoßen hätten.
Der Prozess vor den in Den Haag ansässigen Kosovo Specialist Chambers endete am 18. Mai 2022. Die Kammer befand Haradinaj in vier von sechs Anklagepunkten für schuldig: zwei wegen Behinderung amtlicher Personen bei der Ausübung ihrer Pflichten, einen wegen Einschüchterung während des Verfahrens und zwei wegen der Verletzung der Geheimhaltungspflicht durch Offenlegung von Informationen und Zeugenidentitäten. Das Gericht verurteilte ihn zu viereinhalb Jahren Haft, wobei bereits verbüßte Untersuchungshaft angerechnet wurde. Im Juni 2023 wies das Verfassungsgericht seine Beschwerde bezüglich der Verletzung seiner Rechte zurück. Haradinaj legte gegen das Urteil Berufung ein. Am 2. Februar 2023 bestätigte die Berufungskammer der Kosovo Specialist Chambers die Verurteilungen weitgehend, hob jedoch einen Anklagepunkt (einen der Vorwürfe wegen Behinderung) auf und reduzierte die Strafe auf vier Jahre und drei Monate. Im Juni 2023 beantragte Haradinaj erneut beim Verfassungsgericht der Kosovo Specialist Chambers (Berufungskammer) die Überprüfung seines Prozesses. Am 31. Mai 2024 wurde seine Petition abgelehnt, da keine Rechtsverletzung festgestellt wurde. Nach dem Berufungsurteil überprüfte die Präsidentin der Kosovo Specialist Chambers, Richterin Rolanda Rondelli Trendafilova, die Strafen. Gemäß dem  Recht des Kosovo und den Gerichtsverfahren wurden Haradinaj und Gucati Ende 2023 unter Auflagen vorzeitig entlassen. Haradinaj wurde am 14. Dezember 2023 unter bestimmten Bedingungen formell freigelassen. Seine beschlagnahmten Gegenstände wurden ihm zurückgegeben.

## Öffentliche Kontroversen und Äußerungen
Nasim Haradinaj sorgte wiederholt mit öffentlichen Aussagen für Kontroversen. Im Dezember 2017 beispielsweise löste er Empörung aus, als er die ungelösten politischen Morde der Nachkriegszeit im Kosovo als „etwas Großartiges“ bezeichnete – mit der Begründung, dass die Opfer Mitglieder der konkurrierenden Partei LDK gewesen seien. Diese Aussage wurde von führenden Politikern – darunter Premierminister Ramush Haradinaj – scharf verurteilt, der sie als „verwerflich“ bezeichnete und alle Parteien aufforderte, sich davon zu distanzieren. Nasim Haradinaj weigerte sich jedoch sich zu entschuldigen und erklärte, dass er lediglich seine Meinung geäußert habe.
Haradinaj kritisierte auch öffentlich Vertreter des Kosovo. Im Jahr 2025 äußerte er sich kritisch gegenüber Premierminister Albin Kurti, weil dieser sich geweigert hatte, in Den Haag inhaftierte ehemalige UCK-Führer zu besuchen. Kurti begründete dies mit zu großem bürokratischem Aufwand. Haradinaj entgegnete, er würde „auch dann gehen, wenn 2000 Seiten“ auszufüllen wären und nannte Kurtis Ausrede „beleidigend“ für die Veteranen. Er verwies darauf, dass andere Führer aus dem Balkan – wie etwa Albaniens Premier Edi Rama – die Inhaftierten als Zeichen der Solidarität besucht hätten.